# مسجد تلفس
مسجد تلفس أو مسجد السلطان أيوب هو مسجد يقع في بلدة تلفس [الإنجليزية]، بولاية تيرول، في النمسا. افتُتح المسجد في 1998، استجابةً لتزايد المجتمع الإسلامي في ولاية تيرول، وتم تمويله بتبرعات المجتمع الإسلامي المحلي ودعم من المنظمات الإسلامية الدولية.

## حوادث
في 2007، أُفيد بأن المسجد تعرض للتخريب وتُركت رموز الصليب المعقوف على مئذنته الوحيدة.